# HSBC-Hochhaus Hongkong

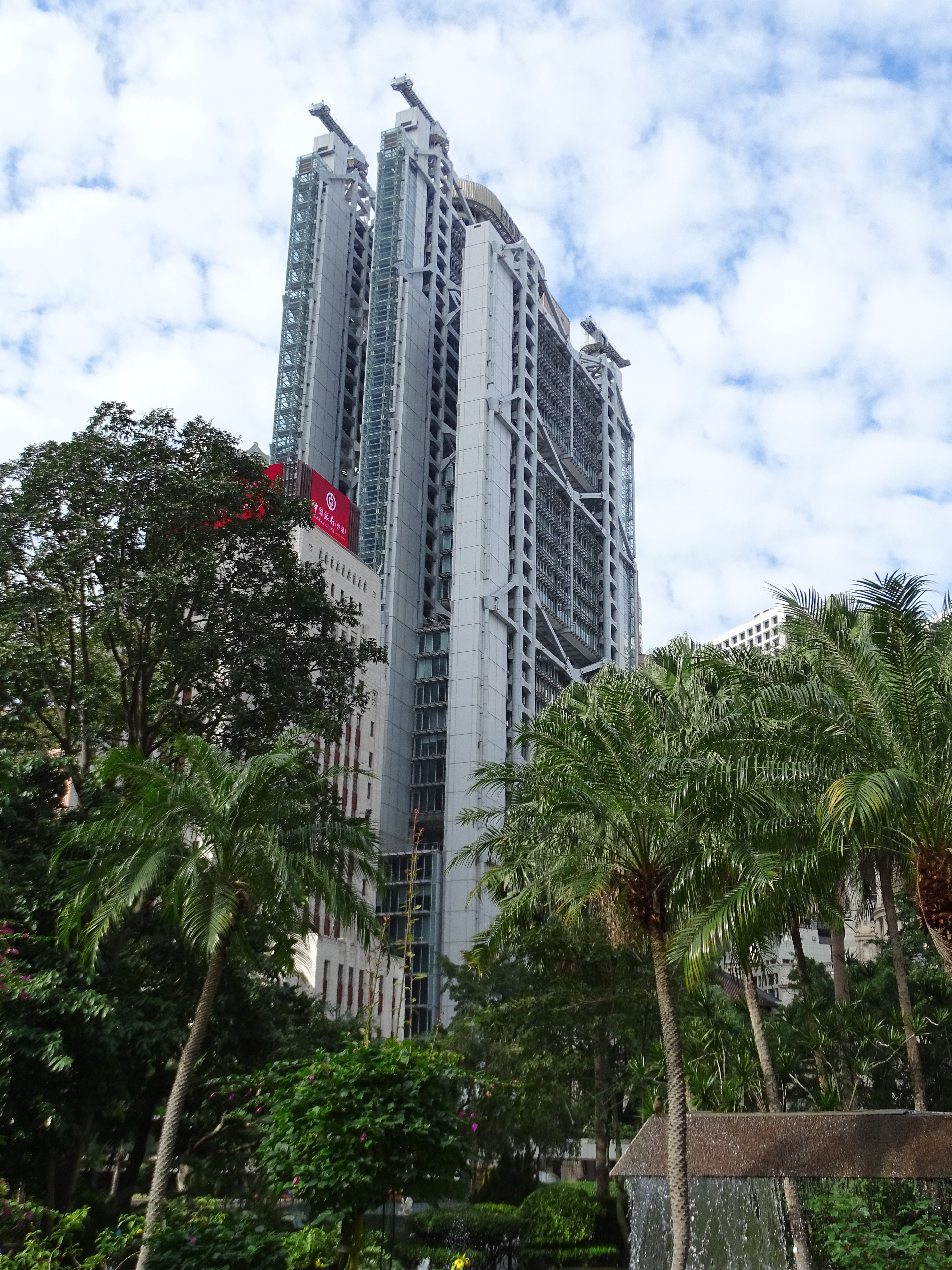
Das HSBC-Gebäude von Sir Norman Foster (2018)

Das HSBC-Hochhaus Hongkong oder HSBC Main Building (chinesisch 香港滙豐銀行總行大廈 / 香港滙丰银行总行大厦, Pinyin Xiānggǎng Huìfēng Yínháng Zǒngháng Dàshà, Jyutping Hoeng1gong2 Wui6fung1 Ngan4hong4 Zung2hong4 Daai6haa6) ist der Hauptsitz der Hongkong and Shanghai Banking Corporation Limited in Hongkong, gegründet 1865 ebendort, die sich heute voll im Besitz der HSBC-Holding in London befindet.

## Geschichte
Das gegenwärtige Bankgebäude ist das vierte, in dem sich der Hauptsitz der Gesellschaft in Hongkong befindet. Es steht, wie auch die drei vorherigen, an etwa der gleichen Stelle zwischen dem Statue Square und Queen’s Road Central im Distrikt Central im Zentrum der Stadt. Seit 1865 waren es folgende Gebäude:
- Der erste Hauptsitz der Gesellschaft, die damals noch dem Namen The Hong Kong and Shanghai Banking Company Limited trug, wurde 1865 im bereits existierenden Wardley House bezogen. Das Gebäude wurde 1857 erbaut und 1882 abgerissen.[1]
- Das zweite Gebäude wurde an der gleichen Stelle als Ersatz erbaut und war 1886 bezugsfertig; es bestand bis 1933.[2]
- Nach dem Abriss des zweiten Gebäudes, der bis 1934 dauerte, entstand ein neues Bürohaus, das im Oktober 1935 eröffnet wurde und bis 1984 bestand.[3]
- Der letzte Neubau, der bis heute der HSBC als Hauptsitz dient, wurde 1985/1986 fertiggestellt und bezogen.[4]

Das zwölf Stockwerke hohe Atrium des Gebäudes war vom Oktober 2011 bis September 2012 Schauplatz der Auseinandersetzungen im Rahmen der Proteste der Bewegung Occupy Hong Kong und war während dieser Zeit besetzt.

## Gegenwärtiges Gebäude

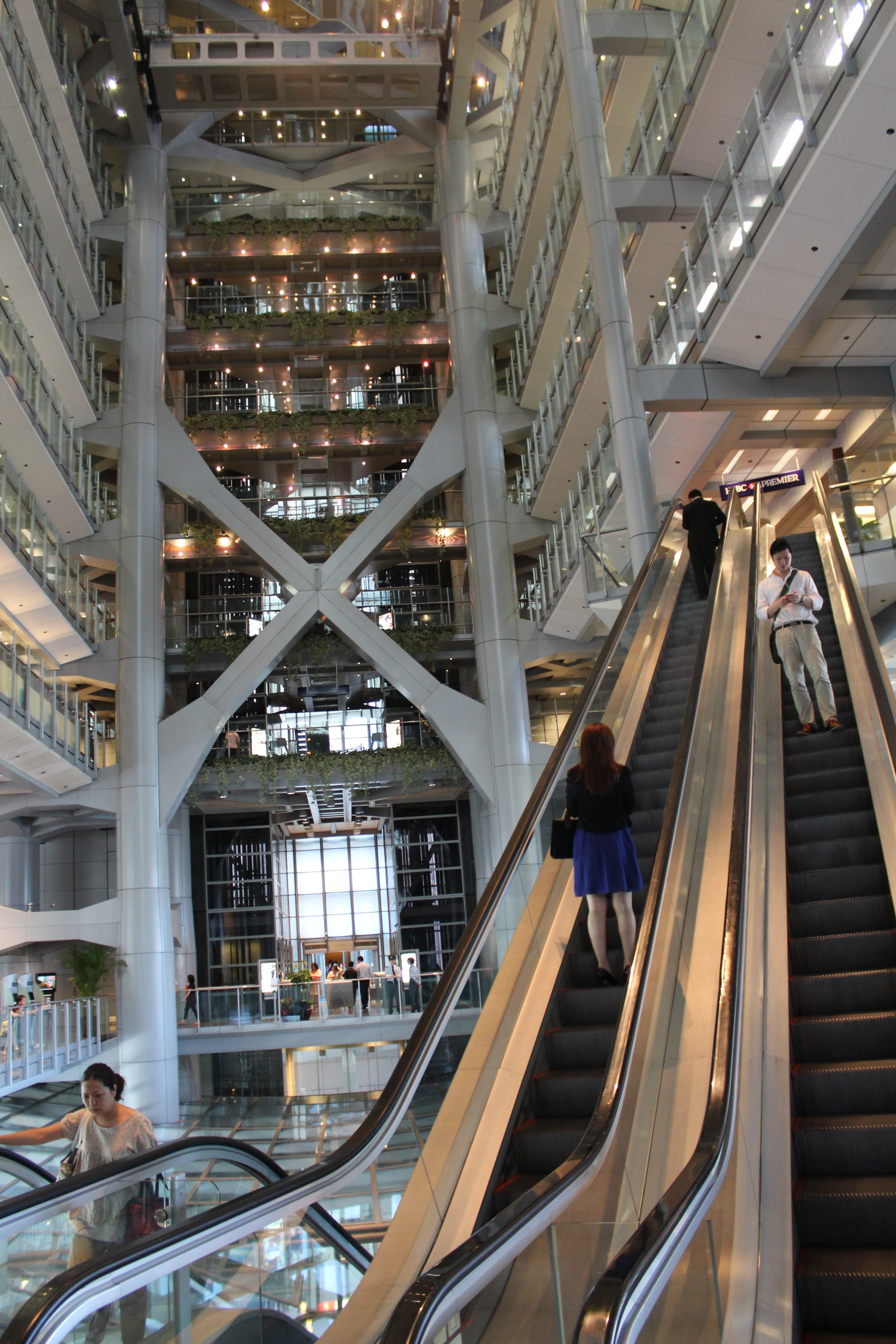
Atrium des Gebäudes mit einer der versetzten Rolltreppen

Das Hochhaus wurde vom britischen Architekten Norman Foster entworfen, der von der HSBC 1979 mit dem Projekt beauftragt wurde. Das Gebäude ist 178,8 Meter hoch, hat 52 Geschosse (davon vier unterirdisch) und eine Gesamtnutzfläche von 99.000 m². Die Verbindung zwischen den Stockwerken besorgen 62 Aufzüge, die allerdings nicht in jeder Etage halten. Die dazwischenliegenden Stockwerke müssen über Rolltreppen erreicht werden, was eine zusätzliche soziale Komponente schaffen soll. Zum Zeitpunkt der Fertigstellung beliefen sich die Kosten auf 5,2 Milliarden HK$ oder knapp 700 Millionen US$. Das Gebäude war damals und noch einige Zeit danach der teuerste Wolkenkratzer der Welt.

### Baustil
Herausragendes Merkmal des Gebäudes ist das Fehlen jeglicher unterstützender tragender Strukturen im Inneren; das Gebäude war das erste dieser Art in Hongkong. Das architektonische Exoskelett besteht aus 200 m stahlgerahmter Struktur ohne einen zentralen Betonkern – außer der Stahlkonstruktion gibt es keine tragende Wände oder andere Elemente aus Beton oder ähnlichem Material. Alle Räume wurden in modularer Bauweise errichtet – in der Regel an die Stahlkonstruktion „angehängt“. Der Komplex aus obligatorischen Fluchträumen, ausgestattet mit Außenbalkonen, und verglasten Fluchttreppen, die beide seitlich an der Konstruktion angehängt sind, wurde in Übereinstimmung mit den (damaligen) Bauvorschriften in Hongkong errichtet.
Positive Kritiken erhielt auch die Innenbeleuchtung des Gebäudes: das Sonnenlicht kann die Leichtbauweise relativ ungehindert durchdringen und tagsüber zur Hauptquelle der Beleuchtung werden. Dieser Effekt wird durch die Anbringung von zahlreichen Spiegeln verstärkt, welche das Sonnenlicht nach unten, in Richtung Ming Tang (Haupthalle), leiten.
Die Bauweise wurde – mit Blick auf damalige Standards – teilweise als revolutionär bezeichnet.
Das Grundstück, auf dem das Hochhaus steht, gehört juristisch der HSBC, gilt allerdings infolge eines Vertrages mit der Stadtverwaltung von 1983 als öffentlicher Raum. Das Gebäude ist allgemein beliebt und wird ebenso wie das dazugehörende Gelände von den Bewohnern Hongkongs genutzt. Dies auch deshalb, weil die Bevölkerung die Erfüllung der alten chinesischen Feng-Shui-Prinzipien bei dem Gebäude als gelungen ansieht.

### Das Gebäude und Feng Shui
Die fernöstliche Feng-Shui-Harmonielehre spielt in der Architektur Hongkongs eine wichtige Rolle. Auch bei der architektonischen Gestaltung des HSBC-Gebäudes waren einige in Hongkong wirkende Meister der Lehre als Berater beteiligt, was zu ungeplanten Zusatzkosten geführt haben soll. So ignorierte der Architekt Norman Foster zunächst die Vorgaben eines Feng-Shui-Meisters und baute die Rolltreppen im Atrium nach seinen ursprünglichen Plänen. Nachdem der Meister bei der Geschäftsleitung des Unternehmens protestierte, wurden die Treppen so umgebaut, dass sie in einem bestimmten Winkel zum Haupteingang standen, der das Eindringen der vom Victoria Harbour einfliegenden Geister verhindern soll.
Der Eingang der Bank wird von zwei großen Löwen aus Bronze bewacht. Die ursprünglichen Löwen wurden 1923 aufgestellt, die heutigen dann Mitte der 1930er Jahre neu gegossen und vor dem neuen Gebäude postiert, nachdem der damalige Manager, Sir Vandeleur Grayburn, dies nach Konsultationen mit Feng-Shui-Meistern anordnete. Sie wurden mehrfach nachgebaut und gelten in Hongkong als Glücksbringer.

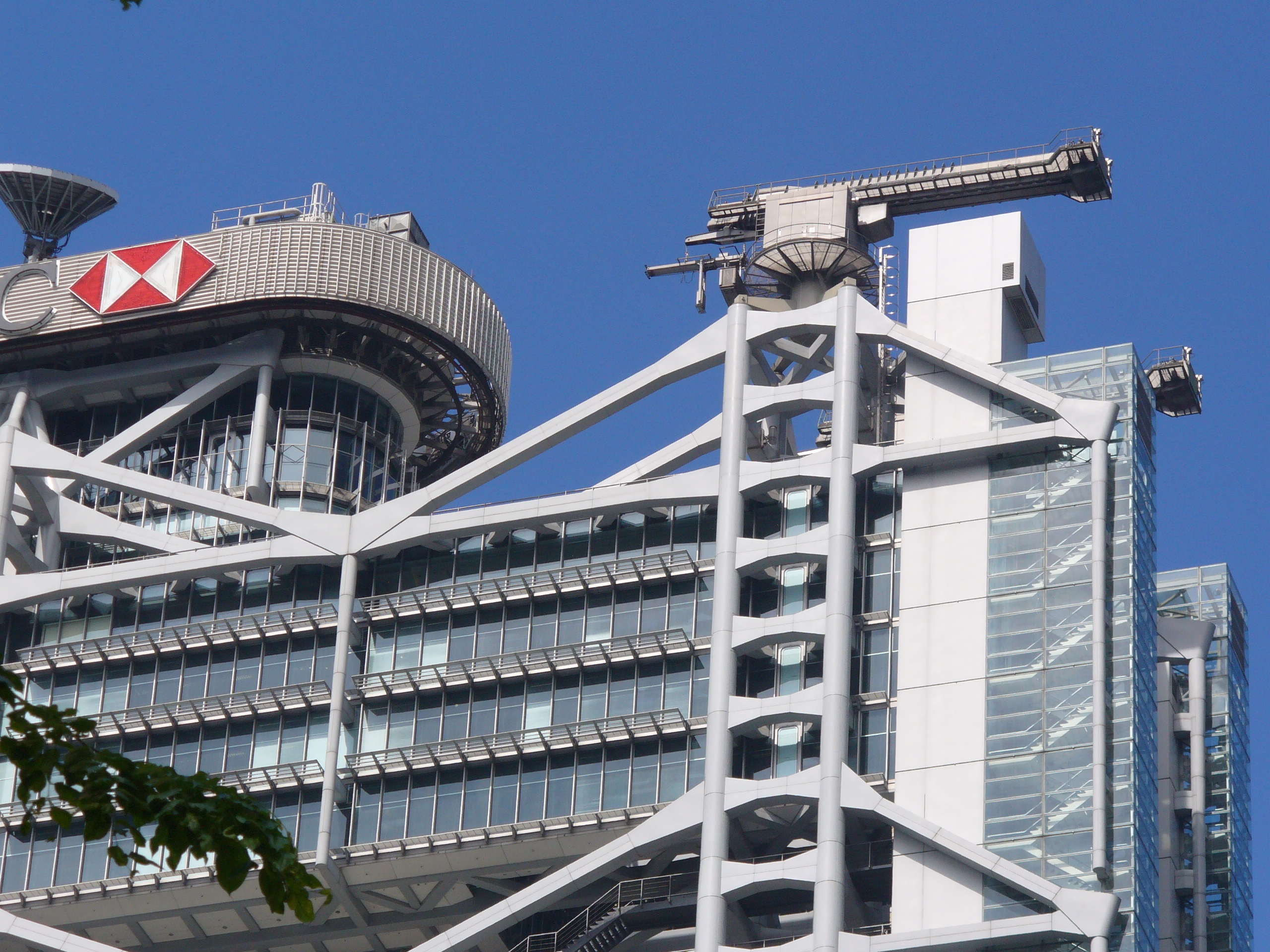
Die zwei „Kanonen“ auf dem Dach

Ein in Medien viel besprochenes Beispiel für die Abwehr negativer Energien – als ein Teilaspekt der Feng-Shui-Lehre – ist die Geschichte der sogenannten „Kanonen“ auf dem Dach des HSBC-Bürohochhauses. Der Hintergrund: für das benachbarte Hochhaus Bank of China Tower wurde eigens ein Dreiecksgrundriss gewählt. Nach dem Feng-Shui-Glauben wird aus dem scharfen Winkel (wie mit einem Schwert) negative Energie gesendet, und zwar in Richtung – unter anderem – des HSBC-Wolkenkratzers. Kurz danach wurden auf dem Dach des HSBC-Hauses zwei Wartungskräne montiert, welche die Form von Kanonen haben und direkt auf das Gebäude der Bank of China zielen, um jegliche Einflüsse abzuwenden. (Zahlreiche Hongkong-Chinesen scheinen auch an die folgende Geschichte zu glauben: eine weitere Spitze des Dreiecksgrundrisses des 1990 fertiggestellten Bank of China Tower war auf den Sitz des ehemaligen britischen Gouverneurs ausgerichtet. Dies soll die laufenden Verhandlungen zwischen dem Vereinigten Königreich und der Volksrepublik China beeinflusst haben und soll mitverantwortlich für die Rückgabe der Kronkolonie an China gewesen sein.)

## Filialen in Hong Kong
Neben dem Hauptgebäude unterhält die Bank in Hong Kong noch weitere Geschäftsfilialen, so genannte HSBC Business Centres, und zwar drei Filialen auf der Hauptinsel Hong Kong Island, fünf Filialen in Kowloon und zwei Filialen in New Territories.